# Обмін жирів
Обмін жирів (ліпідний обмін) — це складний комплекс біохімічних процесів, що забезпечують надходження, перетравлення, засвоєння, транспортування, синтез, розпад і виведення жирів з організму. Жири відіграють критично важливу роль як джерело енергії, будівельний матеріал для клітинних мембран і попередники біологічно активних речовин, таких, як гормони.
Метаболічні процеси включають перетравлення ліпідів, всмоктування ліпідів, транспортування ліпідів, зберігання ліпідів, катаболізм ліпідів і біосинтез ліпідів. Катаболізм ліпідів здійснюється за допомогою процесу, відомого як бета-окислення, який відбувається в мітохондріях і клітинних органелах пероксисомах.

## Етапи обміну жирів
1. Надходження жирів із їжею: Жири потрапляють в організм з різними продуктами харчування, такими як олії, жирне м'ясо, молочні продукти. Основними харчовими ліпідами є тригліцериди, фосфоліпіди та холестерин.
2. Перетравлення в шлунково-кишковому тракті:
  - Емульгування жирів: У дванадцятипалій кишці жири емульгуються жовчними кислотами, що виробляються печінкою. Цей процес розщеплює великі краплі жиру на дрібніші, значно збільшуючи їх доступність для ферментів.
  - Гідроліз: Ліпаза підшлункової залози розщеплює тригліцериди на гліцерол і жирні кислоти.[2]
3. Всмоктування в кишці: Продукти розщеплення жирів (моноацилгліцерини, вільні жирні кислоти) всмоктуються в клітини кишкового епітелію, де знову синтезуються в тригліцериди. Потім ці тригліцериди упаковуються в хіломікрони, які транспортуються лімфатичною системою.
4. Транспорт жирів у крові: Ліпопротеїни, такі як хіломікрони, ЛПНЩ (ліпопротеїни низької щільності) та ЛПВЩ (ліпопротеїни високої щільності), забезпечують доставку жирів до різних тканин організму.
  - Хіломікрони: Транспортують тригліцериди від кишки до периферичних тканин, таких як м'язи та жирова тканина.
  - ЛПДЩ (ліпопротеїни дуже низької щільності): Синтезуються в печінці та транспортують тригліцериди до периферичних тканин, де вони перетворюються на ЛПНЩ.
  - ЛПНЩ: Основний переносник холестерину в крові, доставляє його до клітин. Високий рівень ЛПНЩ пов'язаний з підвищеним ризиком атеросклерозу.
  - ЛПВЩ: Збирають надлишок холестерину з периферичних тканин і транспортують його до печінки для виведення з організму. Високий рівень ЛПВЩ вважається захисним фактором від серцево-судинних захворювань.
5. Засвоєння і метаболізм у тканинах: У клітинах жири використовуються для:
  - Енергетичних потреб: Бета-окислення жирних кислот у мітохондріях забезпечує клітини енергією у вигляді АТФ.
  - Синтезу структурних компонентів: Фосфоліпіди та холестерин є важливими компонентами клітинних мембран.
  - Утворення резерву: Надлишок жирів відкладається в адипоцитах (жировій тканині) у вигляді тригліцеридів.
6. Розпад жирів (ліполіз): Ліполіз активується при дефіциті енергії, наприклад, під час голодування або фізичної активності. Тригліцериди розщеплюються на жирні кислоти та гліцерол, які надходять у кров і використовуються організмом як джерело енергії.
7. Виведення продуктів обміну: Частина жирних кислот окислюється до вуглекислого газу і води. Надлишковий холестерин і жовчні кислоти виводяться з організму через жовч і кишкку.

## Види жирів
1. Ненасичені жири:
  - Рідина кімнатної температури
  - Міститься в рослинних оліях, таких як оливкова, авокадо та горіхи
  - Підвищує «хороший» холестерин ЛПВЩ
  - Допомагає знизити ризик серцевих захворювань
2. Насичені жири:
  - Твердий при кімнатній температурі
  - Міститься в продуктах тваринного походження, таких як м'ясо та молочні продукти
  - Підвищує «поганий» холестерин ЛПНЩ
  - Пов'язаний із захворюваннями серця та інсультом
3. Транс-жири:
  - Утворюється в процесі гідрування
  - Знаходиться в оброблених харчових продуктах, таких як хлібобулочні вироби та маргарин
  - Підвищує «поганий» холестерин ЛПНЩ і знижує «хороший» холестерин ЛПВЩ
  - Підвищує ризик серцевих захворювань і діабету 2 типу

## Регуляція обміну жирів
- Гормональна регуляція:
  - Інсулін: Стимулює ліпогенез (синтез жирів) та інгібує ліполіз (розпад жирів). Після їжі, коли рівень глюкози в крові підвищується, інсулін сприяє перетворенню надлишку глюкози в жири для зберігання.
  - Глюкагон, адреналін, норадреналін: Стимулюють ліполіз, особливо під час фізичного навантаження або голодування, коли організму потрібна додаткова енергія.
  - Кортизол: Хронічно підвищений рівень кортизолу може сприяти накопиченню жиру в області живота.
  - Гормони щитоподібної залози: Впливають на швидкість метаболізму, включаючи обмін жирів.
- Нервова регуляція: Симпатична нервова система стимулює ліполіз через вивільнення адреналіну та норадреналіну.

Додаткові функції жирів в організмі:
- Захист внутрішніх органів: Жирова тканина навколо органів захищає їх від механічних пошкоджень.
- Терморегуляція: Підшкірна жирова тканина допомагає зберігати тепло.
- Синтез гормонів: Холестерин є попередником стероїдних гормонів, таких як кортизол, альдостерон та статеві гормони.
- Засвоєння жиророзчинних вітамінів (A, D, E, K): Жири необхідні для транспортування та засвоєння цих вітамінів.

Порушення обміну жирів:
- Дисліпідемія: Загальний термін для позначення порушень ліпідного профілю, включаючи гіперліпідемію (підвищений рівень ліпідів), гіполіпідемію (знижений рівень ліпідів) та порушення співвідношення різних ліпопротеїнів.
- Гіперліпідемія: Підвищений рівень ліпідів у крові.
- Атеросклероз: Відкладення холестеринових бляшок на стінках судин, що може призвести до серцево-судинних захворювань.
- Ожиріння: Надмірне відкладання жиру в тканинах.
- Дефіцит жирів: Недостатнє надходження або засвоєння жирів може спричинити авітаміноз жиророзчинних вітамінів (A, D, E, K).
- Метаболічний синдром: Комплекс метаболічних порушень, що включає ожиріння (особливо абдомінальне), дисліпідемію, підвищений артеріальний тиск та резистентність до інсуліну. Цей синдром значно підвищує ризик розвитку серцево-судинних захворювань та діабету 2 типу.
- Жирова хвороба печінки: Надмірне накопичення жиру в печінці, що може призвести до запалення та пошкодження цього органу.